# Мадалена (район)
Мадалена (порт. Madalena) — район (фрегезия) в Португалии, входит в округ Азорские острова. Расположен на острове Пику. Является составной частью муниципалитета Мадалена. Население составляет 2509 человек на 2001 год. Занимает площадь 32,95 км².
Покровителем района считается Мария Магдалина (порт. Maria Madalena).